# Plecia thulinigra
Plecia thulinigra är en tvåvingeart som beskrevs av Hardy 1961. Plecia thulinigra ingår i släktet Plecia och familjen hårmyggor. Inga underarter finns listade i Catalogue of Life.